# 딤스티파티스
딤스티파티스 (Dimstipatis)는 리투아니아 신화의 생물, 집의 수호자, 불의 수호자이다. 이름은 Dimsti̇̀s ("농가, 마당, 농장")와 pats ("지배자")의 합성어다.

## 해석
작가 Wilhelm Manhart는 딤스티파티스를 농가의 수호자로 표현했다. 요나스 바사나비추스, Jonas Balys는 집을 불, 다산과 주부의 수호자로 여겼다. 그는 모든 오두막을 돌보고 불로부터 보호한 불의 신으로 집 안의 모든 영혼의 지배자 일 수 있다 . 알기르다스 줄리앙 그레마스는 제메파티스나 누나디에비스 신과 동일시 했다.